# Winchester Model 1887/1901
A Winchester Model 1887 e a Winchester Model 1901 são espingardas de ação de alavanca originalmente projetadas pelo famoso projetista de armas de fogo John Browning e produzidas pela Winchester Repeating Arms Company durante o final do século XIX e início do século XX.

## Visão geral

### Model 1887
A Model 1887 foi uma das primeiras espingardas de repetição bem-sucedidas. Seu design de ação de alavanca foi escolhido a pedido da Winchester Repeating Arms Company, mais conhecida na época como fabricantes de rifles de ação de alavanca, como o Winchester Model 1873. O projetista John Browning sugeriu que uma ação de bombeamento seria muito mais apropriada para uma espingarda de repetição, mas a posição da gerência da Winchester era a de que, na época, a empresa era conhecida como "empresa de armas de fogo de ação de alavanca" e achava que sua nova espingarda também deveria ser de ação de alavanca por razões de reconhecimento de marca. Para o crédito da Winchester, no entanto, introduziram mais tarde uma espingarda de ação de bombeamento projetada pelo Browning, conhecida como a Model 1893 (uma versão inicial da Model 1897), após a introdução da pólvora sem fumaça.
Os cartuchos de espingarda da época usavam pólvora negra como propelente; portanto, a espingarda Model 1887 foi projetada para utilizar cartuchos com pólvora negra menos potentes. Os modelos de gáugio 10 e 12 foram oferecidos na Model 1887; variantes de gáugio 12 usavam um cartucho de 2 5/8", variantes de gáugio 10 disparavam um cartucho de 2 7/8".
O comprimento padrão do cano era de 30" ou 32", disponível como pedido especial. Em 1888, uma versão de cano de 20" pôde ser encomendada e a Winchester ofereceu as espingardas com canos de aço damasco.

### Model 1901
Em 1900, logo percebeu-se que a ação na M1887 não era forte o suficiente para lidar com os primeiros cartuchos de pólvora sem fumaça, e assim um redesenho resultou na mais forte Winchester Model 1901, apenas de gáugio 10, para lidar com o advento da pólvora sem fumaça, mais poderosa. Uma câmara para gáugio 12 não foi oferecida, pois a Winchester não queria que a Model 1901 competisse com sua bem-sucedida espingarda de ação de bombeamento Model 1897, de gáugio 12. Outras características distintivas da Model 1901 são:
- A espingarda foi oferecida apenas com um cano de 32";
- Uma alavanca de duas peças com trava do gatilho para prevenir disparos acidentais;[2]
- O selo de marca registrada da Winchester foi movido para a espiga superior, atrás do cão;[2]
- O tipo de choke estava estampado no lado esquerdo do cano, perto da armação.[2]

Embora tenha um design tecnicamente sólido, o mercado de espingardas de ação de alavanca diminuiu
consideravelmente, como previra John Browning, após a introdução da Winchester 1897 e de outras espingardas de ação de bombeamento contemporâneas. A produção da Model 1887 totalizou 64.855 unidades entre 1887 e 1901. Entre 1901 e 1920, 13.500 espingardas Model 1901 foram fabricadas antes da descontinuação da linha de produtos Model 1887/1901.

## Réplicas

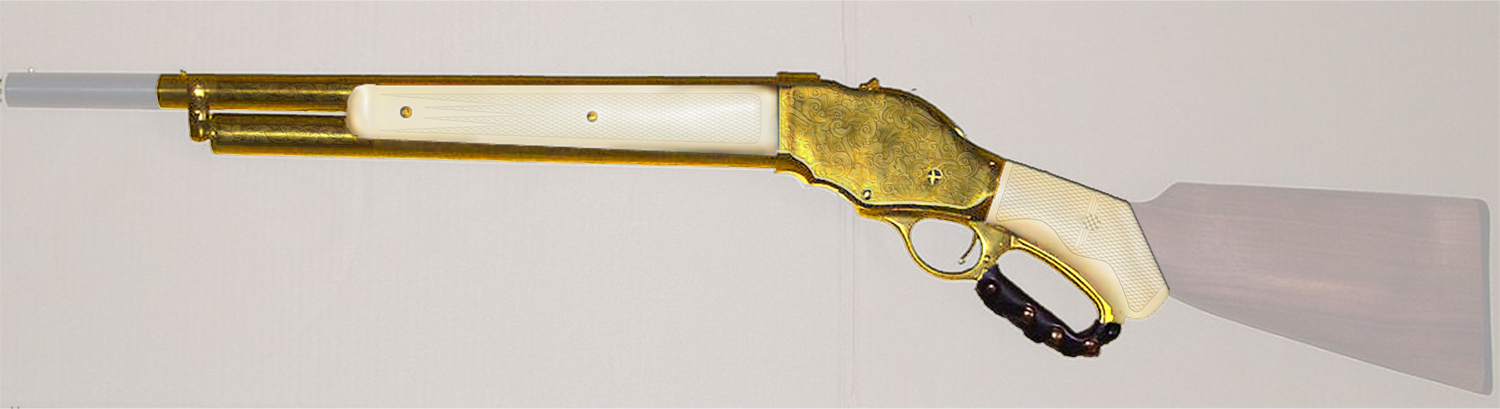
Réplica Mare's Leg de uma Model 1887, banhada a ouro.

Ao longo dos anos, várias empresas de armas de fogo tentaram produzir espingardas Model 1887/1901 que podiam utilizar cartuchos modernos de pólvora sem fumaça - principalmente para a disciplina "Cowboy Action Shooting" - mas com pouco sucesso comercial. Recentemente, no entanto, três empresas produziram modelos viáveis para o mercado comercial de armas de fogo:
Em alguns países, as leis sobre armas restringem a posse de espingardas de ação de bombeamento, mas são mais permissivas quanto à posse de espingardas de ação de alavanca.
- A Thales Australia, da Austrália, produziu pequenos experimentos de espingardas modernas Model 1887/1901 com cartuchos modernos de pólvora sem fumaça de gáugio 12. O Acordo Nacional de Armas de Fogo australiano regula as espingardas de ação de alavanca como armas de Categoria A, enquanto as espingardas de ação de bombeamento se enquadram na Categoria C, mais fortemente regulamentada. A produção comercial dessa arma pela Thales foi antecipada para 2007, após vários anos de atraso devido a problemas de distribuição, mas isso ainda não aconteceu.
- Atualmente, a fabricante chinesa de armas de fogo Norinco produz a espingarda Model 1887 para utilizar cartuchos modernos de pólvora sem fumaça de gáugio 12, cuja versão (com um cano de 20") é fabricada para a empresa americana de armas de fogo Interstate Arms Corporation (IAC) e exportada para venda nos Estados Unidos, Canadá e Austrália. Como a única espingarda de repetição legal (além das espingardas de ação de ferrolho da Mossberg) para os proprietários de armas de fogo que não são produtores primários na Austrália, ela se mostrou muito popular entre os caçadores e atiradores esportivos. Vendas americanas e canadenses, entretanto, têm se concentrado amplamente em participantes de "Cowboy Action Shooting", devido à pronta disponibilidade de espingardas de ação de bombeamento e semiautomáticas acessíveis na maior parte dos EUA e Canadá. Nos últimos anos, essa arma de fogo em particular tornou-se popular entre proprietários de armas de fogo canadenses e americanos.[4]
- A empresa italiana Chiappa Firearms fabrica réplicas modernas da série de espingardas Winchester Model 1887/1901. As espingardas apareceram nos mercados australiano e europeu de armas de fogo no final de 2008. As réplicas da Chiappa são oferecidas com canos que variam de 28 a 18,5 polegadas. Eles também oferecem um modelo com cano estriado e dois modelos com cabos de pistola..[4]